# Hemerophanes flammeola
Hemerophanes flammeola är en fjärilsart som beskrevs av William Lucas Distant 1899. Hemerophanes flammeola ingår i släktet Hemerophanes och familjen tofsspinnare. Inga underarter finns listade i Catalogue of Life.